# Língua murle
A língua Murle, também chamada de Adkibba, Beir, Merule, Mourle, Murelei, e Murule, é uma língua nilo-saariana falada pelo povo homônimo que habita a região do sudoeste do Sudão do Sul até a fronteira da Etiópia. A língua possui cerca de 100.000 falantes ativos, sendo classificada em estado de vulnerabilidade segundo a UNESCO.

## Etimologia
Murle se refere povo Murle, que se autodenomina dessa maneira. A língua e o povo costumavam ser conhecidos e documentados como "Beir" (palavra utilizada pelos Dincas que significa "inimigo") até o contato com os britânicos, quando o nome nativo recebeu popularidade. Outro povo da mesma região, os Anuak, também se referiam aos Murle como seus inimigos, os tratando por "Ajiba".

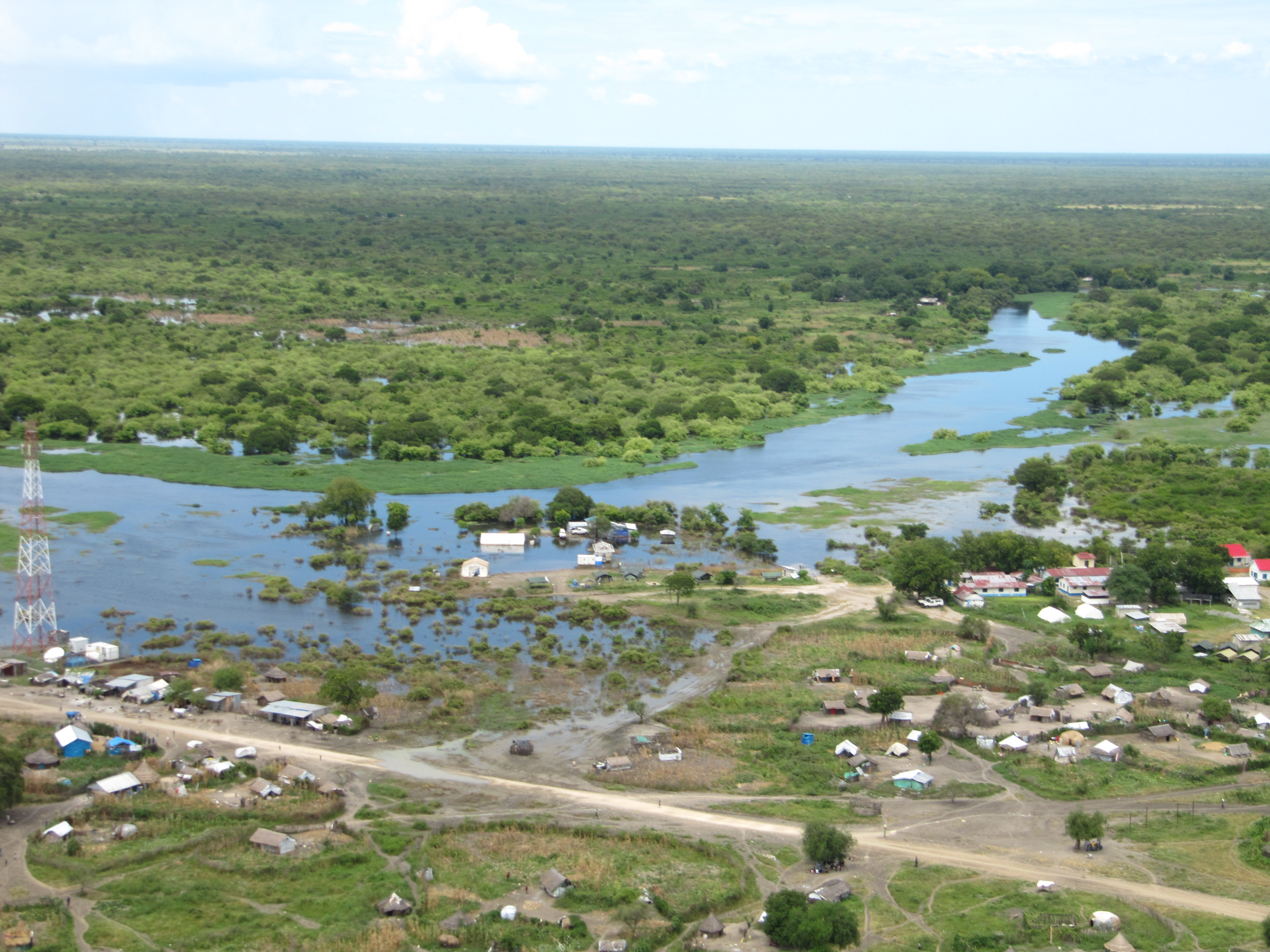
Imagem mostrando a cidade de Pibor, capital admnistrativa dos Murle

## Distribuição
Os falantes da língua Murle ocupam regiões desde o sudeste do Sudão do Sul, próximos ao Rio Nilo, até a borda da Etiópia. Existem dois principais grupos deste povo: os Murle da Planície, que habitam o distrito de Pibor (considerado centro administrativo), e os Murle do Planalto, que por sua vez habitam o Planalto de Boma. Embora esses dois grupos vivam separados, ainda há contato entre eles e as diferenças em sua língua são mínimas. 
Devido ao processo histórico de migração dos Murle, há na região outros grupos que se formaram a partir da interação entre os que ficaram para trás e outros povos. Dentre esses estão os Didinga, os Longarim (ou Boya, pois habitam o Monte Boya) e os Tenget (ou Irenge), habitantes das Lafit Mountains  . No geral, a língua falada por eles é a mesma, apenas com algumas variações. Outros grupos acabaram se desenvolvendo com uma identidade cultural distinta, mas ainda mantendo rastros do passado Murle, como é o caso Nyangatom, onde as pessoas mais velhas chamam as cores pelos nomes em Murle.

## Fonologia
O Murle tem seu sistema fonético constituído por 25 fonemas consonantais e 8 fonemas vocálicos. Além disso, existem duas semivogais, /w/ e /y/, que aqui são consideradas consonantais devido a questões fonotáticas. 

### Consoantes
O inventário consonantal do murle possui 25 fonemas, representados a seguir. Os fonemas se diferenciam quanto ao modo de articulação e o ponto de articulação.
|             | Bilabial | Labiodental | Dental | Alveolar | Pós-Alveolar | Velar | Glotal |
| ----------- | -------- | ----------- | ------ | -------- | ------------ | ----- | ------ |
| Plosiva     | p b      |             | t̪ d̪    | t d      | ɲ            | k ɡ   | ʔ      |
| Africada    |          |             |        |          | t͡ʃ d͡ʒ        |       |        |
| Nasal       | m        |             |        | n        |              | ŋ     |        |
| Vibrante    |          |             |        | ɾ        |              |       |        |
| Fricativa   |          | f v         | θ ð    | s z      | ʃ            |       |        |
| Aproximante |          |             |        |          |              |       |        |
| Lateral     |          |             |        | l        |              |       |        |

| Implosivas |                 |
| ɓ          | bilabial        |
| ɗ          | dental/alveolar |

Algumas flutuações entre consoantes são comuns na língua falada, como é o caso dos fonemas [b] e [ɓ], [s] e [θ], [z] e [ð], [t͡ʃ]/ e [ʃ] . Consoantes plosivas nunca são encontradas no final de palavras, pois nesses casos elas são pronunciadas como sua correspondente surda.

### Vogais
Os 8 fonemas vocálicos encontrados na língua são distinguidos conforme três parâmetros: abertura, posição lingual e arredondamento. As vogais podem ser pronunciadas de forma longa e indicadas pela repetição da vogal original. A tabela abaixo mostra a classificação de cada fonema. 
|             | Anterior | Central | Posterior |
| ----------- | -------- | ------- | --------- |
| Fechada     | i        |         | u         |
| Semifechada | e        |         | o         |
| Média       |          | ə       |           |
| Semiaberta  | ɛ        |         | ɔ         |
| Aberta      | a        |         |           |

Vale ressaltar que a vogal [ə] oscila com a vogal [a], mas só é encontrada na palavra na (porque).

### Tons
A literatura cita a existência de três tons em murle, todavia seu real impacto semântico no nível das palavras é debatido. Nessa escala os tons estão intimamente associados ao estresse silábico e alongamento. Na presença de uma vogal longa, a sílaba tônica se encontra na sílaba da vogal. 
Ainda assim, a nível de frase, a entonação de fala exerce um importante papel na diferenciação entre frases declarativas e interrogatórias. Por exemplo, uma pergunta de "sim ou não" é falada com maior entonação no final da frase, enquanto uma pergunta aberta recebe alta entonação na penúltima sílaba. 

## Ortografia
O alfabeto utilizado na língua Murle é o alfabeto latino, porém com algumas letras adicionais que não estão presentes no português. As letras do alfabeto serão representadas abaixo, junto com seus possíveis fonemas e uma comparação com a língua portuguesa.
| Letra | Fonema(s)          | Pronúncia             |
| ----- | ------------------ | --------------------- |
| a     | /a/                | casa                  |
| b     | /b/, /ɓ/           | sebo                  |
| c     | /t͡ʃ/, /ʃ/          | tia (paulista), faixa |
| d     | /d/, /ɗ/           | dado                  |
| ḏ     | /d̪/                | dica (recifense)      |
| e     | /e/                | peixe                 |
| g     | /g/                | gato                  |
| i     | /i/                | ilha                  |
| j     | /d͡ʒ/               | ódio (carioca)        |
| k     | /k/                | caneta                |
| l     | /l/                | panela                |
| m     | /m/                | tamanco               |
| n     | /n/                | tonel                 |
| ny    | /ɲ/                | linha                 |
| ŋ     | /ŋ/                | manga                 |
| o     | /o/                | olho                  |
| ɔ     | /ɔ/                | móvel                 |
| p     | /p/                | sapato                |
| r     | /ɾ/                | caro                  |
| t     | /t̪/                | leite (recifense)     |
| ṯ     | /t/                | troço                 |
| u     | /u/                | chuva                 |
| v     | /v/, /f/           | veia, feia            |
| w     | /w/                | igual                 |
| y     | /y/                | paraguaio             |
| z     | /z/, /s/, /θ/, /ð/ | mesa, véspera,        |

## Gramática

### Substantivos
Os substantivos são caracterizados por número e caso, não possuindo gênero. A distinção de casos é feita pela adição de sufixos característicos que podem variar dependendo da estrutura da oração.

#### Número
A pluralização dos substantivos em Murle segue um padrão disperso com diversos casos específicos, muitas vezes estabelecidos por uma relação semântica. Por exemplo, partes do corpo, pássaros, coletivos etc. podem seguir um padrão de pluralização, apesar de não ser uma regra fixa.
No geral, se distinguem 4 regras gerais para formar plurais:
1. Adição de um sufixo (Ex: botot → bototnya "gansos")
2. Exclusão do(s) último(s) fonema(s) da palavra (Ex: kibaallic → kibaali "pássaros")
3. Substituição do(s) último(s) fonema(s) por outro (Ex: mudec → mudεn "ratos")
4. Irregular

#### Casos gramaticais
Os quatro casos gramaticais presentes na língua são Acusativo, Nominativo, Genitivo e Locativo/Instrumental. Cada caso possui um sufixo associado, indicando o papel de um termo na oração. Esses marcadores estão sujeitos a alterações diante da presença de modificadores e possuem tanto forma singular quanto plural
| Caso                  | Singular | Plural   |
| --------------------- | -------- | -------- |
| Acusativo             | ∅        | ∅        |
| Nominativo            | -i ou -ε | -a       |
| Genitivo              | -o ou -u | -u       |
| Locativo/Instrumental | -a       | -i ou -ε |

##### Caso Acusativo
O caso acusativo tem como função marcar o objeto em uma oração. Por exemplo, na frase "O cachorro come uma maçã", a maça é o objeto pois está sofrendo a ação do verbo (ser comida). No Murle, o caso acusativo não possui marcador e, portanto, não há nenhuma alteração no substantivo.

##### Caso Nominativo
O caso nominativo em uma oração marca o sujeito, ou seja, aquele que realiza a ação. No exemplo anterior, "o cachorro" é o sujeito pois ele realiza a ação de comer. Esse caso é marcado pela terminação -i ou -ε no singular e -a no plural. Exemplos:
| Singular                         | Plural                  |
| -------------------------------- | ----------------------- |
| Abil gumuuni kεεt taddina        | εεl torεta ceeza        |
| está / coruja / árvore / em cima | estão / armas / na casa |
| A coruja está em cima da árvore  | As armas estão na casa  |

Alguns substantivos não recebem marcadores do nominativo em sua forma singular e/ou plural. Nesses casos, o termo costuma ser identificado pela sua posição e contexto. O sufixo também é desconsiderado em situações onde a ordem de sentença é invertida. Em casos onde o sujeito é seguido de um possessivo a marcação passa a ser no próprio possessivo, sempre com terminação -ε.

##### Caso Genitivo
O caso genitivo indica uma relação de pertencimento/posse entre o termo marcado e outro. É marcado pela terminação -o ou, por vezes, -u no singular e -u no plural. O genitivo é sempre precedido pela partícula ci ou o, sendo essas duas intercambiáveis. Exemplos:
| Singular                  | Plural                               |
| ------------------------- | ------------------------------------ |
| Kacin ɔɔ ci taŋo          | Kateedi payok ci kεεnu               |
| Vejo / cabeça / da / vaca | Corto / galhos / das / árvores       |
| Eu vejo a cabeça da vaca  | Estou cortando os galhos das árvores |

Assim como no nominativo, o sufixo é suprimido quando o termo genitivo é seguido de algum termo modificador.

##### Caso Locativo/Instrumental
O caso locativo serve para marcar um termo que indica local, enquanto que o instrumental determina o instrumento utilizado para efetuar a ação. Em murle esses dois casos são associados, caracterizados por -a no singular e -i ou -ε, no plural. Exemplos:
| Singular                   | Plural                                |
| -------------------------- | ------------------------------------- |
| Adokony mudeci ceeza       | Kagoon ceez koroyεnεnε                |
| Corre / rato / para a casa | Construo / casa / com bambus          |
| O rato corre para a casa   | Estou construindo uma casa com bambus |

Em casos onde o locativo é seguido de um modificador a terminação é sempre -ε, no singular e no plural. Nomes de lugares possuem sufios específicos: se terminado em vogal, o sufixo é -kti, mas se terminado em consoante o sufixo continua sendo -a. Por exemplo, na frase "Ayo logoti Jubakti" (O menino anda até Juba) o termo Juba está marcado com o sufixo -kti por se tratar de uma cidade.

### Pronomes
Os pronomes são um conjunto de palavras que possuem como função remeter ao substantivo de alguma maneira. Nesse sentido, se definem quatro casos para os pronomes pessoais em murle: nominativo, acusativo, genitivo e dativo. Os casos acusativo e genitivo são ainda divididos em dependente e independente. Quanto à concordância, os pronomes são marcados em relação a três pessoas, singular e plural. 

#### Pronomes nominativos
Os pronomes nominativos são utilizados em uma frase como sujeitos. Esses pronomes totalizam em seis, pois são diferentes para cada pessoa e número. No singular, o pronome é marcado pelo intermediário n, e no plural pelo intermediário g. As marcações pessoais ocorrem da seguinte forma:
- 1ª pessoa - aa-a
- 2ª pessoa - ii-a
- 1ª pessoa - ii-i

| Pessoa | Singular | Singular | Plural | Plural     |
| ------ | -------- | -------- | ------ | ---------- |
| 1ª     | naana    | eu       | naaga  | nós        |
| 2ª     | niina    | você     | niiga  | vocês      |
| 3ª     | niini    | ele, ela | niigi  | eles, elas |

Em uma frase os pronomes nominativos podem ser suprimidos, uma vez que as pessoas já são marcadas no verbo. Exemplificando, a frase "Kako naana baagita" (Estou atravessando o rio) pode ser reescrita simplesmente como "Kako baagita". 

#### Pronomes acusativos
Os pronomes acusativos aparecem em uma frase exercendo a função de objeto direto. Esses pronomes são dividos em dependentes e independentes, ambos seguindo a marcação do intermediário n para singular e g para plural.
Para os independentes, as marcações pessoais são:
- 1ª pessoa - a inicial
- 2ª pessoa - i inicial
- 3ª pessoa - o inicial

| Pessoa | Singular | Singular | Plural | Plural |
| ------ | -------- | -------- | ------ | ------ |
| 1ª     | aneeta   | me       | ageeta | nos    |
| 2ª     | ineeta   | te       | igeeta | vos    |
| 3ª     | nɔnnɔ    | o, a     | nɔɔgɔ  | os, as |

Para os dependentes:
- 1ª pessoa - SINGULAR: -an ou -aŋ. PLURAL: -ɜt
- 2ª pessoa - SINGULAR: -in. PLURAL: -un ou -uŋ
- 3ª pessoa - não existe

#### Pronomes dativos
Os pronomes dativos indicam um objeto indireto na sentença. Também são encontrados seis pessoas para os pronomes dativos, que estão indicadas a seguir:
| Pessoa | Singular | Singular      | Plural    | Plural          |
| ------ | -------- | ------------- | --------- | --------------- |
| 1ª     | ŋaatan   | para mim      | ŋaatinaaŋ | para nós        |
| 2ª     | ŋaatin   | para você     | ŋaatinooŋ | para vocês      |
| 3ª     | ŋaatun   | para ele, ela | ŋaatineeŋ | para eles, elas |

A palavra "ŋaati", que aparece aqui como radical, significa "para" e é usada como preposição antes de um objeto indireto. Por exemplo, na frase "Kayɜlɜk taŋ ŋaati ɔl" (Eu mostro a vaca para os homens), ŋaati está mostrando o objeto indireto "ɔl" (homens).

#### Pronomes genitivos
Os pronomes genitivos estabelecem uma relação de possessão entre dois termos termos da frase. Assim como nos pronomes acusativos, existem pronomes dependentes e indepentendes.

##### Genitivos independentes
Os genitivos independentes estão separados em dois conjuntos que se diferenciam pelo número do termo possuído (singular ou plural). As partículas ci e o são utilizadas entre o termo possuído e seu possessor ou então integradas ao pronome, se esse for o possessor. As tabelas abaixo mostram os pronomes para o termo possuído singular e o plural.
| Pessoa | Singular    | Singular   | Plural          | Plural        |
| ------ | ----------- | ---------- | --------------- | ------------- |
| 1ª     | can ou onan | meu        | cinaaŋ ou onaaŋ | nosso         |
| 2ª     | cun ou unun | teu, seu   | cunooŋ ou unooŋ | de vocês, seu |
| 3ª     | cin ou onin | dele, dela | cineeŋ ou oneeŋ | deles, delas  |

| Pessoa | Singular      | Singular   | Plural          | Plural         |
| ------ | ------------- | ---------- | --------------- | -------------- |
| 1ª     | cigan ou ogan | meus       | cigaac ou ogaac | nossos         |
| 2ª     | cigun ou ugun | teus, seus | cugooc ou ugooc | de vocês, seus |
| 3ª     | cigin ou ogin | dele, dela | cigeec ou ogeec | deles, delas   |

Observa-se que os genitivos são gerados a partir das partículas ci ou o mais os marcadores de pessoa.

##### Genitivos dependentes
Ao contrário do genitivo independente, o dependente não funciona como uma palavra autossustentável, sim como um sufixo adicionado a outra palavra. Eles são marcadores de parentesco e por isso as palavras indicadas por eles são necessariamente possuídas. Exemplos de termos de parentesco são "irmão" (meu, seu, nosso...), mãe, pai etc. Os sufixos variam dependendo última letra do parentesco.
Para palavras terminadas em consoante:
- 1ª pessoa - -a. Exemplo: gotona (meu irmão), gotonoga (meus irmãos);
- 2ª pessoa - -u. Exemplo: gotonu (seu irmão), gotonogu (seus irmãos);
- 3ª pessoa - -i. Exemplo: gotoni (irmão dele), gotonogi (irmãos dele).

Para palavras terminadas em vogal são empregados sufixos para termo singular ou plural.
Substantivo singular:
- 1ª pessoa - SINGULAR: -tan. PLURAL: -tinaaŋ. Exemplo: abetan (minha avó), abetinaaŋ (nossa avó);
- 2ª pessoa - SINGULAR: -tun. PLURAL: -tunooŋ. Exemplo: abetun (sua avó), abetinooŋ (sua avó, plural);
- 3ª pessoa - SINGULAR: -tin. PLURAL: -tineeŋ. Exemplo: abetin (avó dele), abetineeŋ (avó deles);

Substantivo plural:
- 1ª pessoa - SINGULAR: -tigan. PLURAL: -tigaac. Exemplo: abetigan (minhas avós), abetigaac (nossas avós);
- 2ª pessoa - SINGULAR: -tugun. PLURAL: -tugooc. Exemplo: abetugun (suas avós), abetugooc (suas avós, plural);
- 3ª pessoa - SINGULAR: -tigin. PLURAL: -tigeec. Exemplo: abetigin (avós dele), abetigeec (avós deles);

### Verbos
Os verbos em murle possuem três aspectos que indicam tempo: imperfeito, perfeito e subordinado. Além dos aspectos, cada verbo flexiona em pessoa e número. Existem 3 pessoas que podem ser atribuídas a singular ou plural, sendo que a 1ª pessoa do plural é ainda dividida em inclusiva e exclusiva. Assim, cada aspecto pode ser marcado em 7 pessoas:
- 1ª pessoa do singular
- 2ª pessoa do singular
- 3ª pessoa do singular
- 1ª pessoa do plural inclusiva
- 1ª pessoa do plural exclusiva
- 2ª pessoa do plural
- 3ª pessoa do plural

A estrutura do verbo em murle é formada pelo radical (raiz) mais as desinências de aspecto, pessoa e número da seguinte maneira:
O radical do verbo é igual à segunda pessoa do singular no subjuntivo, assim como o imperativo. O prefixo k- (antes do modo) é sempre indicador de primeira pessoa e o sufixo -a é sempre indicador de primeira pessoa do plural exclusiva.

#### Imperfeito
O imperfeito indica uma ação que está acontecendo, por exemplo "eu estou andando". A desinência desse modo é a-, que vem imediatamente antes do radical do verbo. A seguir está uma tabela com os marcadores de pessoa encontrados neste caso.
| Pessoa                        | Marcador(es) | Marcador(es)                                   | Exemplo  | Exemplo       |
| ----------------------------- | ------------ | ---------------------------------------------- | -------- | ------------- |
| 1ª pessoa do singular         | k-           | -i para radical terminado em consoante plosiva | katoodi  | eu escalo     |
| 2ª pessoa do singular         | ∅            | -i para radical terminado em consoante plosiva | atoodi   | tu escalas    |
| 3ª pessoa do singular         | ∅            |                                                | atɔɔt    | ele escala    |
| 1ª pessoa do plural inclusiva | k-           |                                                | katɔɔt   | nós escalamos |
| 1ª pessoa do plural exclusiva | k-           | reduplicação da consoante final + -a           | katoodda | nós escalamos |
| 2ª pessoa do plural           | ∅            | reduplicação da consoante final + -u           | atooddu  | vós escalais  |
| 3ª pessoa do plural           | ∅            |                                                | atɔɔt    | eles escalam  |

#### Perfeito
O perfeito indica uma ação que já está finalizada, por exemplo "eu andei". Esse modo é marcado pela reduplicação da vogal da raiz logo antes do radical.
| Pessoa                        | Marcador(es) | Marcador(es) | Exemplo    | Exemplo        |
| ----------------------------- | ------------ | ------------ | ---------- | -------------- |
| 1ª pessoa do singular         | k-           | -a           | kotooda    | eu escalei     |
| 2ª pessoa do singular         | ∅            | -u           | otoodu     | tu escalaste   |
| 3ª pessoa do singular         | ∅            | ∅ ou -un     | otɔɔt (un) | ele escalou    |
| 1ª pessoa do plural inclusiva | k-           | -it          | kotoodit   | nós escalamos  |
| 1ª pessoa do plural exclusiva | k-           | -t + -a      | kotoodda   | nós escalamos  |
| 2ª pessoa do plural           | ∅            | -t + -u      | otooddu    | vós escalastes |
| 3ª pessoa do plural           | ∅            | -it          | otoodit    | eles escalaram |

Nos exemplos, as transições de [ɔ] para [o] e [t] para [d] ocorrem devido à morfofonêmica da língua.

#### Subordinado
O subordinado é uma forma subordinada que sempre sucede algum outro verbo, por exemplo "eu quero andar". Assim como o perfeito, é marcado pela reduplicação da vogal logo antes do radical. Como mencionado, a 2ª pessoa do singular não receber marcador de aspecto. 
| Pessoa                        | Marcador(es) | Marcador(es) | Exemplo            | Exemplo              |
| ----------------------------- | ------------ | ------------ | ------------------ | -------------------- |
| 1ª pessoa do singular         | k-           |              | karɔɔŋ kotɔɔt      | eu quero escalar     |
| 2ª pessoa do singular         | ∅            |              | arɔɔŋ tɔɔt         | tu queres escalar    |
| 3ª pessoa do singular         | k-           |              | arɔɔŋ kotɔɔt       | ele quer escalar     |
| 1ª pessoa do plural inclusiva | k-           | -it          | karɔɔŋ kotoodit    | nós queremos escalar |
| 1ª pessoa do plural exclusiva | k-           | -t + -a      | karɔɔŋnya kotoodda | nós queremos escalar |
| 2ª pessoa do plural           | ∅            | -it          | arɔɔŋnyu otoodit   | vós quereis escalar  |
| 3ª pessoa do plural           | k-           | -it          | arɔɔŋ kotoodit     | eles querem escalar  |

### Sentença
As sentenças em murle no geral seguem a ordem VSO (verbo-sujeito-objeto), podendo ser invertido para SVO. Tais inversões acontecem principalmente em frases negativas ou intengatórias e podem servir para enfatizar o sujeito.

## Vocabulário
Como exemplo de vocabulário se encontra abaixo um trecho do primeiro livro da bíblia, Gênesis, junto com sua tradução para o português.
| Murle | Português |
| --- | --- |
| Baale ɔɔwa e ɛɛnyca Jooi tammu taden ki looc. | No princípio criou Deus os céus e a terra.                                                                                  |
| Maje baale laadun e kaal dook alaŋ azedi kiyo inoko o, ma adala maama looc dook, maje muuri adala maam kizi koli tɛr. Aje Vɔŋizi o Joowo awɔ maam tadena ka kutugu liŋliŋɔn onin. | A terra era sem forma e vazia e havia trevas sobre a face do abismo, mas o Espírito de Deus pairava sobre a face das águas. |
| Izi ni Jooi nɛ, “Abon abil vooritin tɔ,” ma didi anai vooritin wak. | E disse Deus: "Haja luz", e houve luz.                                                                                      |
| Ma acin Jooi vooritin nico abon ɔrɔɔt. Ɛŋɛr ni niini vooritin kibeen muur. | Viu Deus que a luz era boa; e fez separação entre a luz e as trevas.                                                        |
| Ma awo vooritin azi nɛ waazin, ma awo muur azi nɛ baalin. Nica baale iiten o oowu nɛɛn.                                                                                           | E Deus chamou à luz Dia, e às trevas Noite. E foi a tarde e a manhã, o dia primeiro.                                        |